# Caladroy
Caladroy est un hameau appartenant aujourd'hui à la commune de Bélesta (Pyrénées-Orientales) dans la région naturelle des Fenouillèdes. Il est historiquement attaché au Roussillon via la commune de Millas, en Catalogne Nord, dans le département des Pyrénées-Orientales. C'est aussi le seul hameau de dialecte catalan dans une commune complètement occitane.

## Toponymie
Le toponyme Caladroer vient de Casale Adroarii, comme l'explique Joan Coromines dans son Onomasticon Cataloniae.

## Géographie

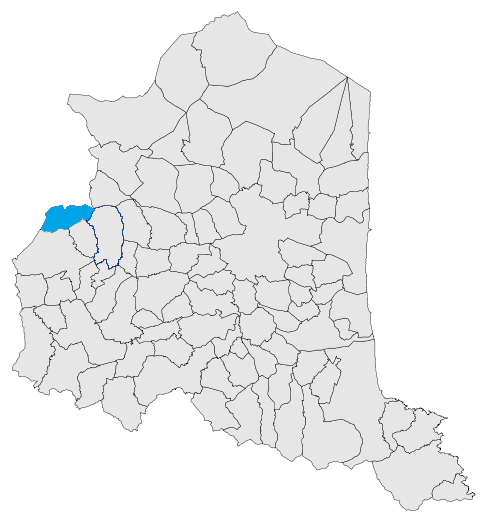
Emplacement de Caladroy par rapport au Roussillon

Le hameau de Caladroy est situé à l'extrême nord-ouest de la région historique du Roussillon, et à l'extrême sud-est de la région naturelle des Fenouillèdes, dans la moitié orientale de l'actuelle commune de Bélesta et au nord-ouest de la commune de Millas.
Il a pour limites au sud les communes roussillonnaise de Néfiach et de Millas, et à l'est avec celle de Montner. À l'ouest, elle partage les limites de la commune de Bélesta dont il fait partie. Au nord il a pour limite la commune occitane de Cassagnes. Dans sa pointe à l'extrême-est se trouve l'historique col de la Bataille.
C'est une zone fort plate, situé sur le plateau qui s'étend jusqu'au col de la Bataille et qui sépare les bassins de l'Agly au nord et de la Têt au sud.

### Le village de Caladroy
Le village est situé dans la zone occidentale de son ancien territoire. Caladroy est un petit village situé au nord de la route départementale 38 (Bélesta - Força Real), qui, avant passait par sa rue principale. Au beau milieu du village y a le château de Caladroy, qui occupe plus de la moitié de l'ancien village. En dehors du château, une seule rue formait le village. Aujourd'hui toutes les anciennes maisons de cette rue sont des dépendances des caves vinicoles
Le village est resté inhabité dans le dernier tiers du XXe siècle et fait actuellement partie des dépendances de l'exploitation viticole Château de Caladroy, une des plus importantes de la zone.
Près du village, à l'est, dans la zone du Col de la Bataille, se trouvent plusieurs monuments mégalithiques: trois menhirs et un dolmen, selon un rapport de fins du XIXe siècle: le menhir appelé Pedra Dreta de Caladroer et le dolmen de l'Arca de la Ginebrosa, détruit et disparu.

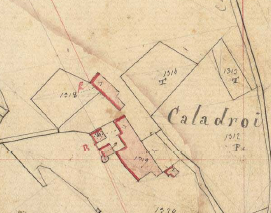
Caladroy dans le Cadastre napoléonien de 1812
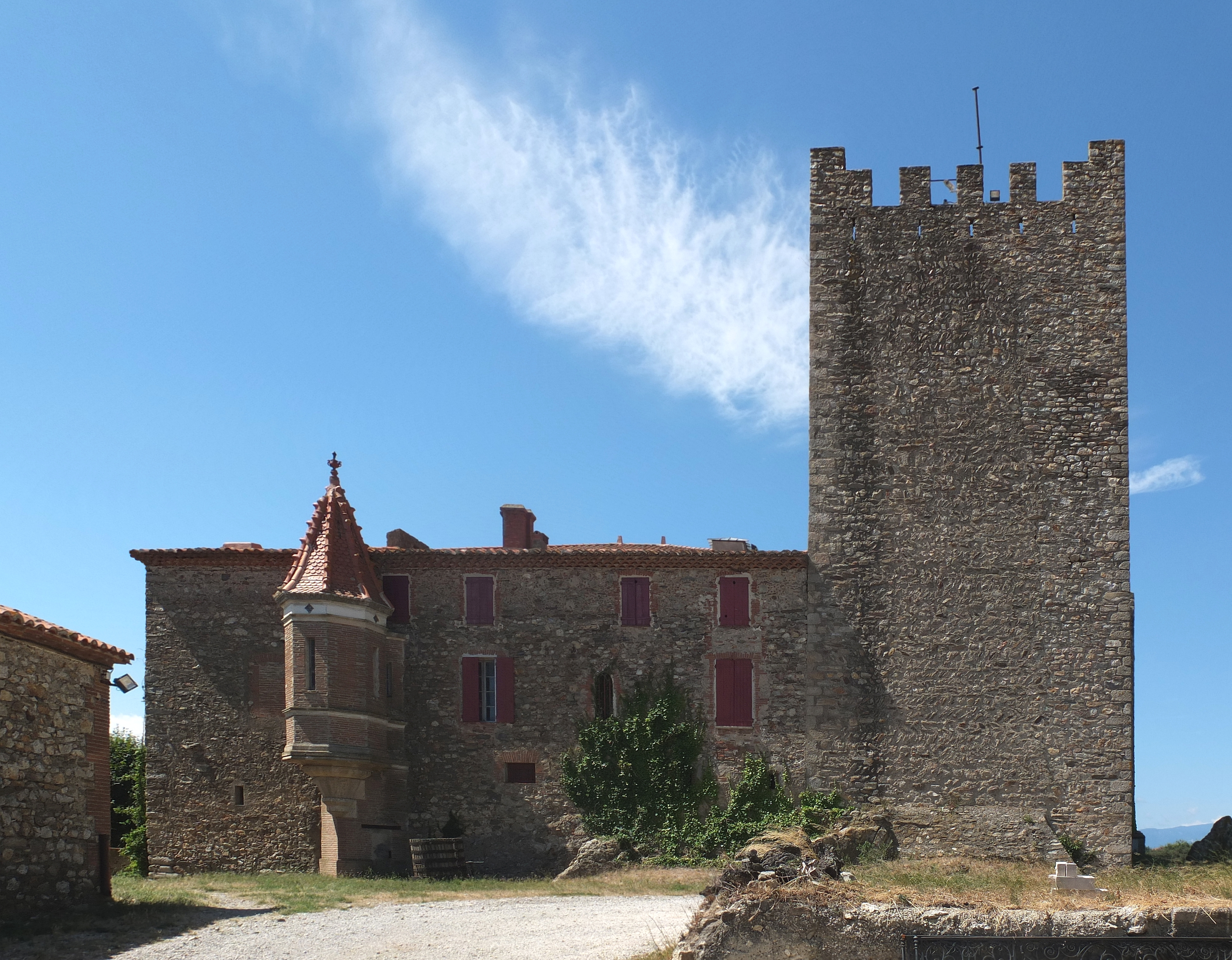
Château de Caladroy
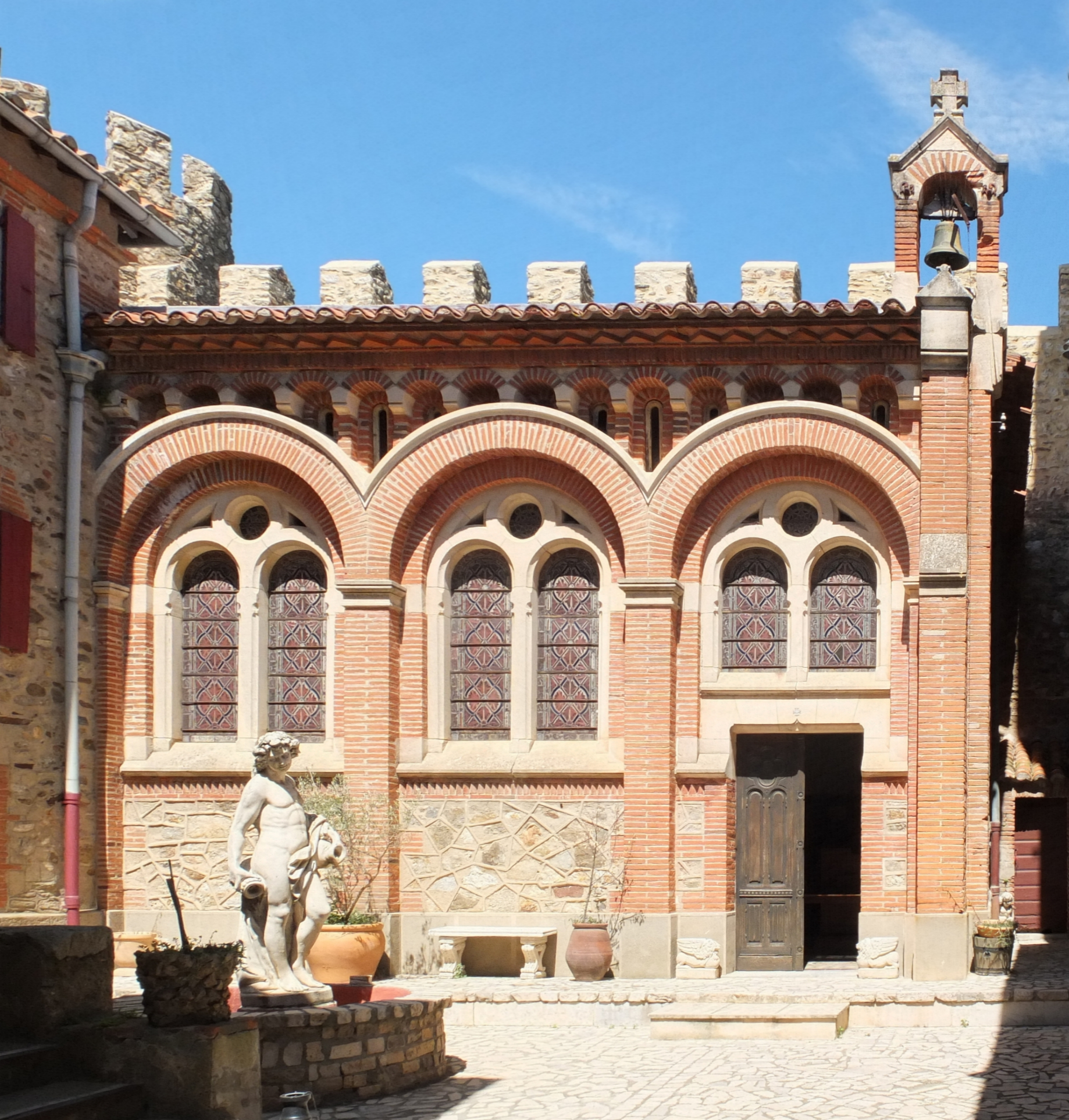
Chapelle Sacré-Cœur de Jésus du château de Caladroy
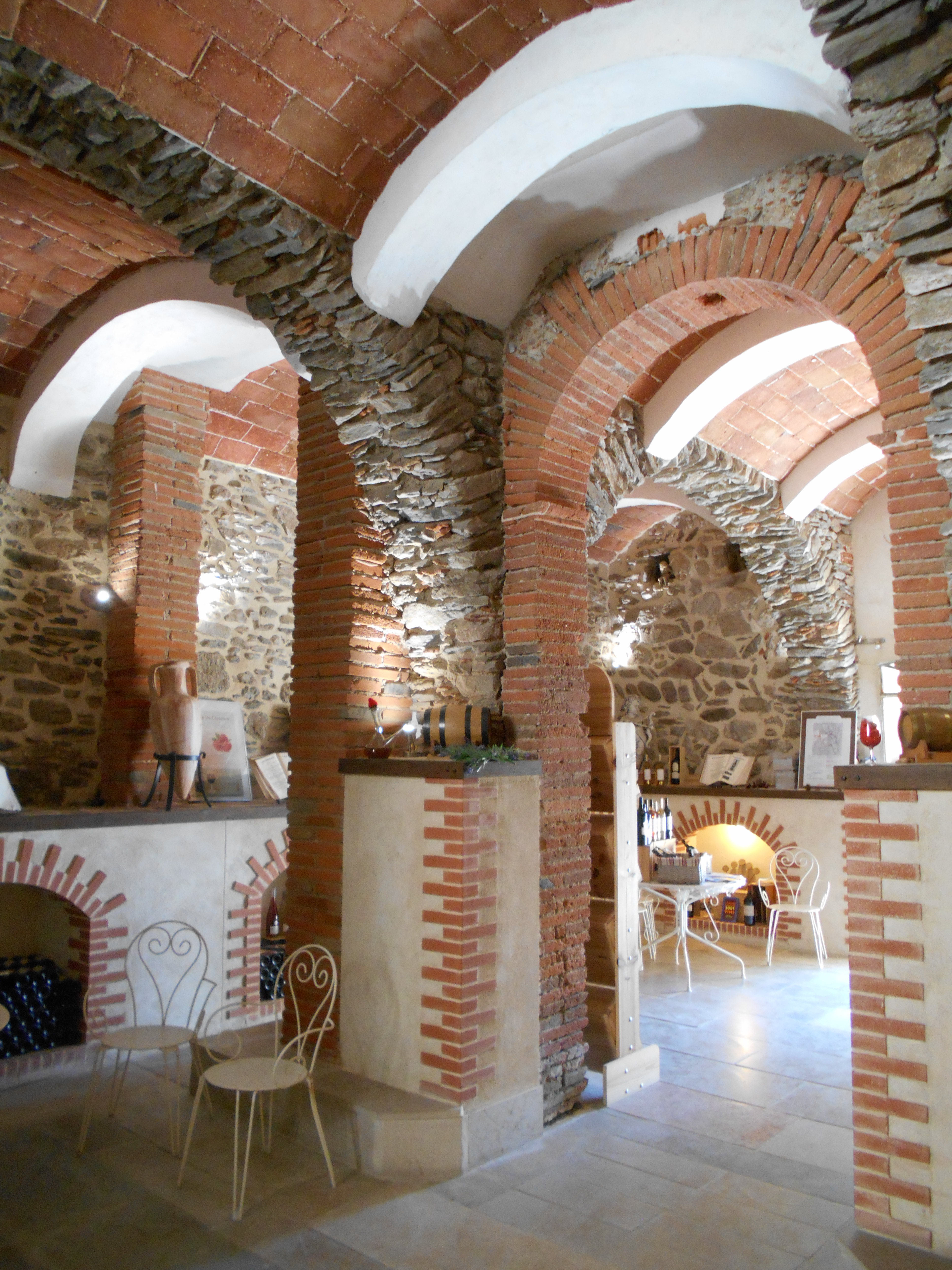
Chapelle Saint-Michel du château de Caladroy

### Llébrès
Llébrès est un ancien hameau situé près de la limite occidentale de l'ancien territoire de Caladroy, au sud-ouest du Mas Berruga, qui en faisait partie. Il a totalement disparu, et il n'en reste que quelques maisons en ruines

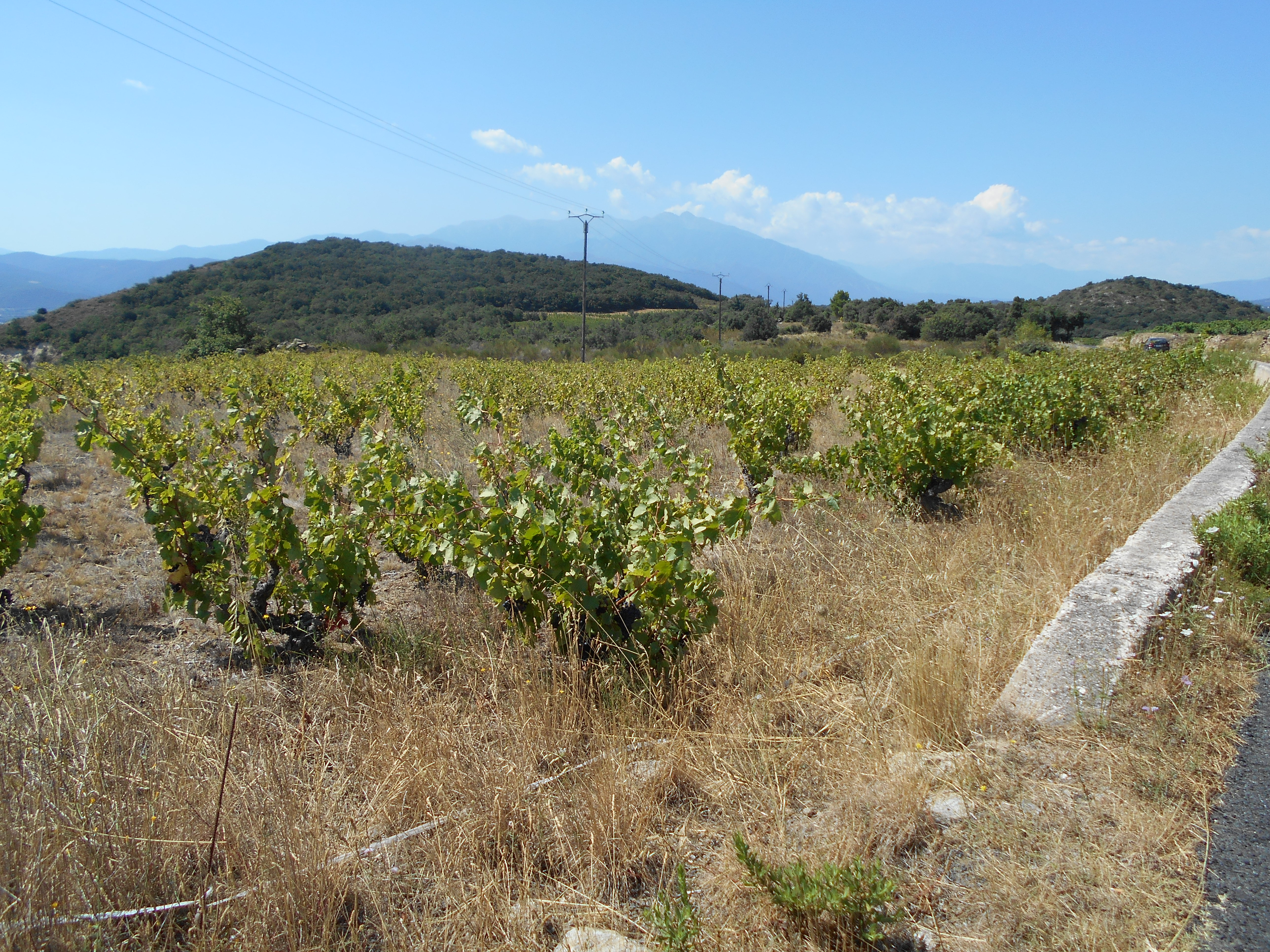
Emplacement de Llébrès
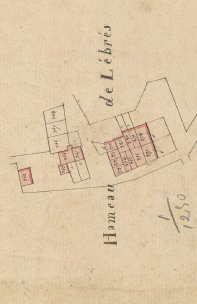
Llébrès, dans le cadastre napoléonien

### Les mas du territoire
Dans l'ancien territoire de Caladroy se trouvent les constructions isolées du Cortal, le Cortal Trosseu, le Cortal de la Pierre Droite, le Mas Berruga, le Mas Valleta et la Teuleria en ruines.

### Hydrologie
Située sur une zone géographiquement accidentée, la commune de Caladroy est sillonnée de còrrecs (ruisseaux en catalan) de différents versants.

### Le relief
Plusieurs toponymes indiquent des formes de relief, comme le Bac de Montner, le Trou de la Vigne, celui du Bois, celui de l'Orme, le Col de la Bataille, Coma Fonollera, la Serra du Bastingage, la Serra de Puig Naut, la Serra Longue, les Serradets, le Serrat Blanc et le Serrat du Boix.

## Communications

### Routes
Une seule route traverse le territoire de Caladroy : la RD38 (Bélesta - Força-réal), nommée route du col de la Bataille.

### Les chemins du territoire
Les autres communications de l'ancien territoire de Caladroy se fait à travers le Chemin de Cassagnes à Néfiach, nommé Chemin de Vallavelles dans la commune de Néfiach, du Chemin de la Julienne, de celui de la Pierre Droite, de celui de Latour-de-France, de celui de Latour-de-France à Ille sur Têt, de celui de Millas, de celui de Millas à Cassagnes, de celui de Millas à Latour-de-France, de celui de Montner, de celui de Néfiach à Latour-de-France (appelé du Caisson, à Néfiach), du Chemin Vieux de Millas à Montner, de la Route de Millas et de la Route de Millas à Montner.

## Histoire
Caladroy fut attaché à la seigneurie de Millas jusqu'à la Révolution française. Après, lors de la constitution des communes modernes, elle fut incorporée à la commune de Bélesta, de telle sorte que Caladroy, de langue catalane, restait dans un territoire de langue occitane.